# Bryaninops erythrops
Bryaninops erythrops är en fiskart som först beskrevs av Jordan och Seale, 1906.  Bryaninops erythrops ingår i släktet Bryaninops och familjen smörbultsfiskar. Inga underarter finns listade.